# Shenacanthus
Shenacanthus è un genere di pesce cartilagineo estinto, i cui fossili sono stati ritrovati nella Formazione Huixingshao, in Cina. Contiene una sola specie, Shenacanthus vermiformis, ed è uno dei più antichi vertebrati dotati di mascelle conosciuti, risalente a circa 435 milioni di anni fa. Il genere è noto esclusivamente da un fossile quasi completo.

## Descrizione
Lungo circa 2,2 cm, Shenacanthus aveva un corpo fusiforme, simile a quello di molti altri pesci mandibolati. Presentava caratteristiche tipiche dei condritti, come le branchie arretrate posteriormente, l’assenza di ossa dermiche intorno alla mascella e piccole scaglie a forma di diamante. Inoltre, la mancanza di denti e placche mascellari, insieme alle pinne pari prive di spine (compresa una possibile pinna anale priva di spine), lo accomuna ai condritti basali del primo Devoniano come Paucicanthus. La regione pettorale era unica per la presenza di un’armatura simile a quella dei placodermi, con piastre laterali e ventrali, oltre a una grande placca dorsale a forma di goccia con ornamenti vermiformi. Questa grande placca dorsale era preceduta da una placca più piccola verso la testa e da una serie di scudi con ornamentazione lineare lungo il corpo, interrotti da una spina dorsale.
Dal punto di vista filogenetico, Shenacanthus è costantemente collocato accanto a Paucicanthus e Doliodus vicino alla base del gruppo dei condritti. Tuttavia, questa posizione è incerta a causa della presenza di un'armatura dorsale simile a quella dei placodermi.

## Etimologia
Il nome generico Shenacanthus rende omaggio a Congwen Shen, un celebre scrittore che ambientò il suo racconto più famoso, Border Town, vicino al sito di ritrovamento del fossile. Il nome include anche il termine greco acanthus, comune nei nomi dei condritti basali e che significa "spina". Il nome specifico vermiformis significa "a forma di verme", in riferimento all’ornamentazione presente sulle placche dorsali.